# 琵琶法師

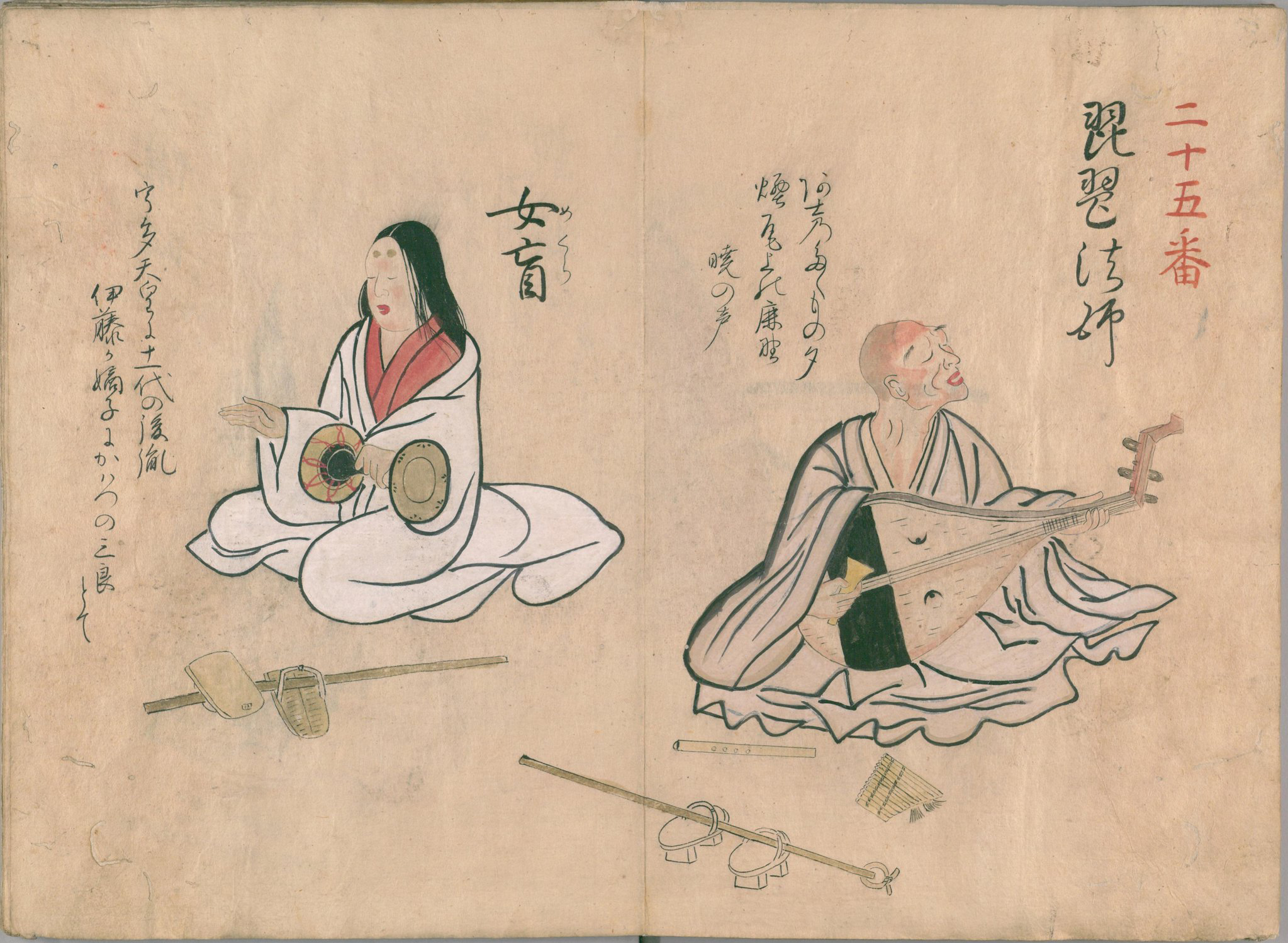
琵琶法師。

琵琶法師（びわほうし）は、平安時代から見られた琵琶を街中で弾く盲目の僧。琵琶を弾くことを職業とした盲目僧の芸人で、平安時代中期におこった。

## 概要
日本の琵琶は古代のアジア大陸よりもたらされたものであるが、その系統には唐から奈良時代および平安時代にもたらされた器楽の琵琶楽（雅楽、芸術音楽）と、それと同時代ないしそれに先んじてもたらされた声楽の琵琶楽（盲僧琵琶、宗教音楽）との2つがある。琵琶法師は、後者に属し、宗教音楽としての盲僧琵琶を担った。なお、盲人の琵琶法師（盲僧琵琶）から宗教性を脱した語りものを「くずれ」という。

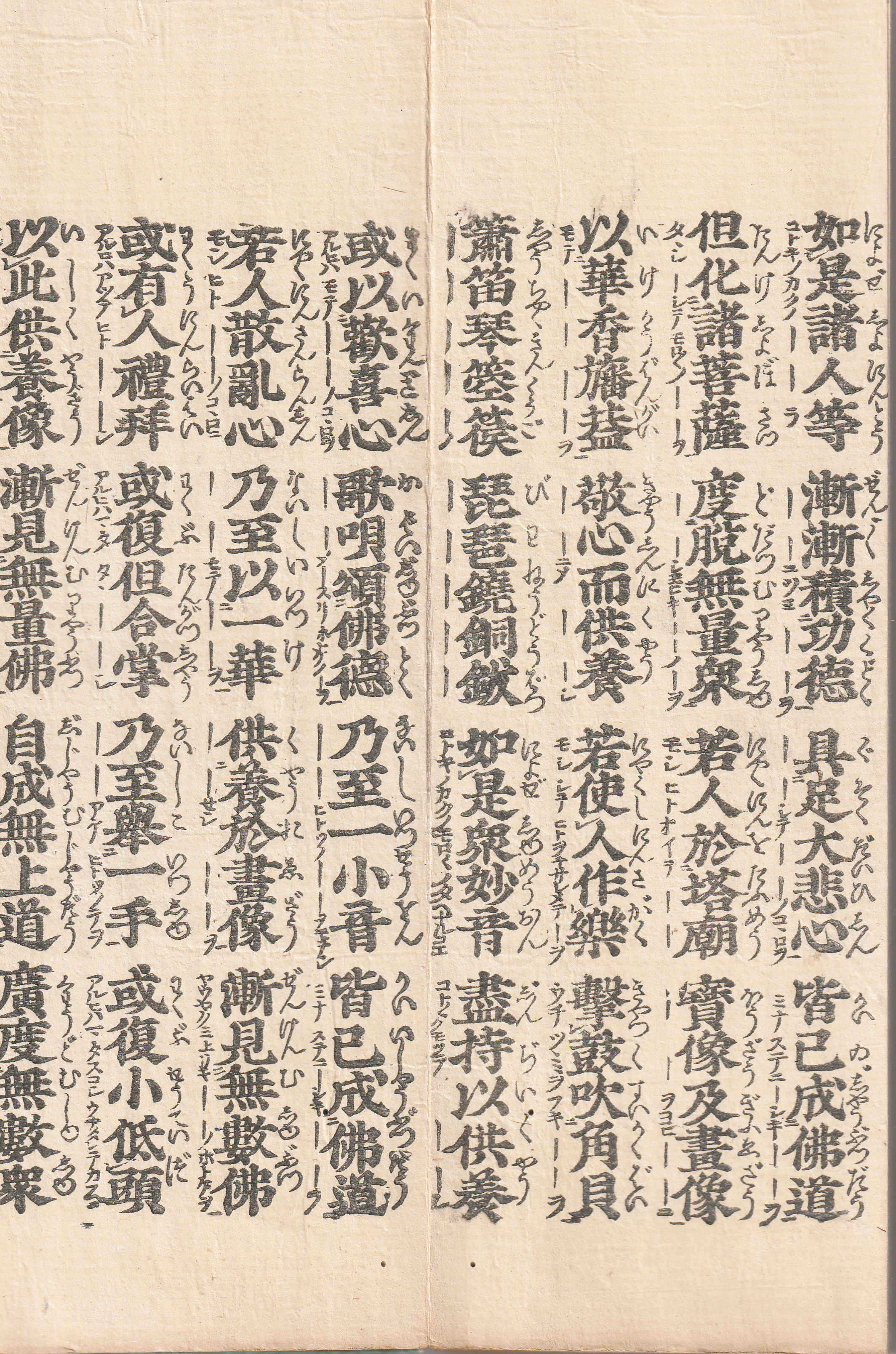
鳩摩羅什訳『法華経』方便品第二の一部。この画像の4行目に「琵琶」とある。

仏説を語る琵琶法師は天台宗などに属する低級の宗教者であり、仏説座頭、地神経座頭などと呼ばれ、地鎮祭や竈祓いで地神経や荒神経を行った。琵琶法師の宗教活動のメインはシャーマニックな儀礼であり、多くの研究者が「盲僧の本来的役割は鎮魂であった」と指摘し、例えば筑土鈴寛は、戦場で死した亡霊を慰めその祟りを防ぐことが琵琶法師の活動の眼目であったと述べている。祭祀対象は地神であり、九州北部では荒神信仰との結びつきが強く見られるが、基盤は地神信仰であり、後から荒神信仰が取り込まれたと考えられる。
僧侶が琵琶を弾く理由は、『法華経』方便品第二に、琵琶などの楽器を奏で仏を供養する「妙音成仏」の思想が説かれているからである(画像参照)。天台宗系の玄清法流の開祖・玄清法印(766年-823年)は、17歳で眼病を患い失明したあと、盲僧の祖であるインドの阿那律尊者にならい盲僧琵琶の一派を開いた。また地神や荒神が琵琶の音を好むとも言われ、高見寛孝は、長崎県平戸市での民俗調査で「オコジンサン（荒神）は琵琶が好きなお方だ」という話をしばしば聞いたという。また、山口県萩市周辺では「ヂヂンサマ（地神）は琵琶の音が好きな神様だ」という話を聞いたと言い、両地域は天台宗玄清法流派の琵琶法師の活動地域であった。
仏説座頭の活動範囲は後述する平家座頭に比べてあまり広くはなかった。
鎌倉時代には『平家物語』を琵琶の伴奏に合わせて語る平曲が完成した。この時代には、主として経文を唱える盲僧琵琶と、『平家物語』を語る平家琵琶（平家座頭）とに分かれた。琵琶法師のなかには「浄瑠璃十二段草子」など説話・説経節を取り入れる者がおり、これがのちの浄瑠璃となった。
平家座頭はその当初から廻国の芸能者であり、中世には文化人の伝手や紹介状を頼りに、各地の有力な大名の屋敷のあいだを芸を披露して回った。絵巻物などに登場する平家座頭は、多くの場合弟子を連れての二人旅となっている。